# Texistepeque
Texistepeque è un comune del dipartimento di Santa Ana, in El Salvador.